# 桑山清晴
桑山 清晴（くわやま きよはる）は、江戸時代前期の大名。和泉国谷川藩主。

## 略歴
桑山元晴の長男として誕生。
慶長11年（1606年）に祖父・桑山重晴が死去したとき、その隠居料である1万6000石のうち1万石を相続した。
しかし慶長14年（1609年）、幕府より勘気を被って蟄居を余儀なくされた。これにより谷川藩は廃藩となり、その領地は父元晴の御所藩に編入された。